# Curious Expedition
Curious Expedition ist ein rundenbasiertes Erkundungsspiel, das von dem Berliner Entwicklerstudio Maschinen-Mensch entwickelt und 2016 für Microsoft Windows, Linux und mac OS erschien. 2020 erschien eine Portierung für Nintendo Switch, PlayStation 4, und Xbox One. Mit Curious Expedition 2 existiert ein Nachfolger.

## Spielprinzip
Man begibt sich mit 17 bekannten Persönlichkeiten im 19. Jahrhundert auf Forschungsreise, um Ruhm zu erlangen. Diesen erhält man durch Bergen von Schätzen in 6 Expeditionen. Im Wettstreit steht man dabei mit anderen Mitgliedern des Clubs der Entdecker. Erkundet wird dabei eine Karte aus Hexfeldern. Ein Kompass gibt dabei zunächst grob die Richtung vor. Je näher man sich dem Ziel nähert, desto genauer wird er. Je nach Feldtyp wird Ausrüstung benötigt: etwa verbraucht man Wasservorräte auf Wüstenfelder oder benötigt Seile und Dynamit um weiterzukommen.

## Entwicklung
Die Entwicklungskosten wurden mit 100.000 Euro veranschlagt, von denen das Medienboard Berlin-Brandenburg die Hälfte als zinsloses Darlehen übernahm. Es konnte vollständig zurückgezahlt werden. Während der Early-Access-Phase wurden 30 Updates veröffentlicht. Für die chinesische Übersetzung war eine Internet-Community verantwortlich.

## Rezeption
Die Kulisse und das Szenario weckten nostalgische Gefühle. Das Spielprinzip verkomme jedoch schnell zur Routine, vor allem da es spartanisch inszeniert sei und Dialoge sich wiederholen würden. Es erinnere stark an Renowned Explorers von 2015. Trotz des vereinfachten Ressourcenmanagements stelle Curious Expedition den Spieler ständig vor schwierige und spannende Entscheidungen. Dabei werden auch Rassismus und die Ausbeutung indigener Völker angesprochen. Die moralischen Entscheidungen würden zum Nachdenken anregen. Das Szenario sei angenehm unverbraucht. Steuerung und Spielmechanik seien schnell verstanden. Es sei ein Vorzeigetitel und erinnere erzählerisch an den Roman Reise um die Erde in 80 Tagen. In Curious Expedition stecke viel Liebe für Abenteuergeschichten. Es zolle den Entdeckern der Epoche Respekt.
Curious Expedition verkaufte sich über 200.000 Mal. Für den Erfolg war vor allem der chinesische Markt verantwortlich.

### Auszeichnungen
- Deutscher Entwicklerpreis 2015: bestes Indie-Spiel[12]